# Pamelia Kurstin
Pamelia Verle Stickney (née le 28 mai 1976 dans le comté de Los Angeles en Californie), connue sous le nom de scène Pamelia Kurstin, est une des joueuses de thérémine les plus réputées au monde. Elle est notamment connue pour avoir joué avec des artistes tels que David Byrne (Grown Backwards), Béla Fleck and the Flecktones (Little Worlds) et Ulver (Shadows of the Sun). Son passé de musicienne de jazz, notamment à la contrebasse, a influencé sa manière d'aborder le theremin et sa technique si particulière, appelée walking bass. Elle a travaillé à New York (jusqu'à la fin de l'année 2005). Elle vit aujourd'hui à Vienne en Autriche.

## Biographie
C'est en regardant un documentaire de Steven M. Martin intitulé Theremin: an electronic Odyssey, que Pamelia Stickney découvre sa vocation pour cet instrument. Elle a l'occasion de l'utiliser pour la première fois durant les sessions d'enregistrements de l'album Into the Oh (1999) du duo Geggy Tah, composé du chanteur et compositeur Tommy Jordan et du claviériste Greg Kurstin. C'est avec ce dernier qu'elle enregistre sous le nom "The Kurstins", l'album Gymnopedia en 2000, en hommage au compositeur Erik Satie. Pamelia développe ensuite, à l'aide d'un pédalier qui lui permet de construire des boucles, le projet de performances solo au thérémine qui aboutira à l'enregistrement de Thinking Out Loud, premier album enregistré pour Tzadik, le label de John Zorn, en 2007.
Parallèlement, elle se produit avec le groupe new-yorkais Barbez, emmené par Dan Kaufman, et avec lequel elle enregistre Insignificance (2005) ainsi qu'un projet autour de l'œuvre de Paul Celan, Force of Light (septembre 2007). Ses goûts éclectiques (Schoenberg, Rachmaninoff, Mark Feldman, Billy Strayhorn, Donald Fagen..) l'amènent à travailler avec des musiciens aussi différents que Yoko Ono, Fœtus, Sébastien Tellier, Otto Lechner, Arthur Blythe, David Byrne… Elle a également réalisé la bande originale d'un documentaire pour la chaîne CNN. Enfin, elle apparaît dans un documentaire consacré au Dr Robert Moog, intitulé Moog (2004).
En 2011, elle produit avec le jazzman britannique Seb Rochford (de Polar Bear) l'album Ouch Evil Slow Hop,.
En 2013, elle forme un trio, Blueblut, avec Mark Holub et Chris Janka. Le trio basé à Vienne publie son premier album hurts so gut sur Bandcamp en 2014.

## Discographie
Albums
- 2007 : Thinking Out Loud
- 2013 : Promotional Copy
- 2017 : Transcendental Dissonance

Collaborations
- 2011 : Ouch Evil Slow Hop (avec Sebastian Rochford)
- 2011: Tunisia (avec Pat Mastelotto)
- 2011: Besides Feldman (avec Patrick Pulsinger, Hilary Jeffery et Rozemarie Heggen)
- 2020 : Vulneraries Vol. 5 (avec David et Kenji Garland)

Blueblut
- 2014: hurts so gut
- 2016: buttbutt